# 滑川運動公園
滑川運動公園（なめりかわうんどうこうえん）は、富山県滑川市有金968番地にある野球場を主とした運動公園である。滑川市スポーツ協会により運営されている。

## 沿革
- 1985年度 - 5か年計画、総事業費約20億円にて整備に着手[2]。
- 1987年10月4日 - 公認の軟式野球場が完成[3]。
- 1989年10月1日　- 本丸野球場が竣工[3]。

## 概要
敷地内には3種類の球場が存在する。
本丸野球場
- 面積 - 12,500m2（芝生7,880m2）
- 左右翼線 - 92m
- 中堅線 - 122m
- 本塁後方 - 20m
- 球場長軸方向 - （P→H）北北西
- メインスタンド - 鉄筋コンクリート造6段7列（ベンチシート）
- 内・野外スタンド - 芝生スタンド約4,500人
- バックネット - W=41.4m、H=10.0m吊り構造
- バックスクリーン・スコアボード - 一体型 W=20m、H=12m、フルカラーLED式（2023年4月2日に更新。1993年設置の旧ボードは磁気反転式であった[4]）
- ファールポールあり。

堀江野球場
- 面積 - 10,2702
- 左右翼線 - 90m
- 中堅線 - 110m
- 本塁後方 - 15.7m
- 球場長軸方向 - （P→H）南南東

有金野球場
- 面積 - 7,5502
- 左右翼線 - 80m
- 中堅線 - 94.7m
- 本塁後方 - 7.9m
- 球場長軸方向 - （P→H）南南東

内野グラウンドの土俵は、3グラウンド共に黒土6、砂4の割合となっている。
利用時間は9時から17時まで、冬季（12月1日から3月31日まで）は休場。駐車場150台分あり。